# Анхел Гарма
Анхел Гарма (на испански: Angel Garma) е аржентино-испански психиатър и психоаналитик.

## Биография
Роден е на 24 юни 1904 година в Билбао, Испания, баск по народност. Започва да учи медицина в Мадрид, но след това се премества в Германия, където довършва образованието си. Там учи при Роберт Гауп и Карл Бонхофер. Започва обучителна анализа с Теодор Райк през 1929 в Берлинския институт за психоанализа.
През 1931 г. Гарма представя публикация озаглавена „Реалността и То в Шизофренията“ и с нея става член на Берлинското психоаналитично общество. След това се прибира в Мадрид и остава да живее там. По-късно напуска обществото поради нарастващата дискриминация в него. Все пак Гарма остава член на Международната психоаналитична асоциация. Малко преди избухването на Испанската гражданска война, Гарма заминава за Франция и там се запознава със Селес Каркамо. Той вика със себе си Гарма в Аржентина. Той не се съгласява първоначално, но надвисналата заплаха от световна война го принуждава да замине.
След като Каркамо се връща в Аржентина през 1939 г. дава нов тласък на психоанализата в Аржентина, подсилен от Мари Лангер. В тези условия през 1942 г. се основава Аржентинската психоаналитична асоциация и Гарма става неин пръв президент (1942 – 1944). Работата му става световно призната и през 1983 е удостоен със званието почетен вицепрезидент на Международната психоаналитична асоциация. През 1990 г. е избран и за почетен президент на Психоаналитичната федерация на Латинска Америка.
Приносите на Гарма в психоанализата се отнасят до изследване на сънищата, психозите, перверзиите, психосоматичната медицина и техника.
Анхел Гарма се жени два пъти: за Симоне Мас, от която има две дъщери – Лусинда и Исабел, и за Елизабет Расмусен, от която също има две дъщери – Кармен и Силвия.
Умира на 29 януари 1993 година в Буенос Айрес на 88-годишна възраст.